# Serial Real-Time Communications System
 (décembre 2024).
 (décembre 2024).
Si vous disposez d'ouvrages ou d'articles de référence ou si vous connaissez des sites web de qualité traitant du thème abordé ici, merci de compléter l'article en donnant les références utiles à sa vérifiabilité et en les liant à la section « Notes et références ».

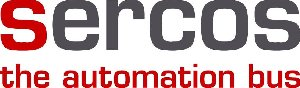
Logo du protocole.

SERCOS (acronyme anglais de SErial Real-time COmmunications System) est un protocole de communication qui définit un standard d'interface numérique utilisé notamment en robotique.
Le bus SERCOS est conçu pour assurer des communications série rapides en temps réel sur fibre optique. Il est reconnu pour sa rapidité et son comportement déterministe.